# LMS (цветовая модель)

Функции спектрального отклика колбочек, нормализованные по максимальному значению

LMS — цветовое пространство, представляющее собой отклики трёх типов колбочек.
В зависимости от спектральной чувствительности существуют L- (long wavelength), М- (middle wavelength) и S- (short wavelength) колбочки.
Ниже приведены цвета, возбуждающие один из типов колбочек больше всего, а два остальных меньше и поровну.
Человек является трихроматом — сетчатка глаза имеет три вида рецепторов (колбочек), ответственных за цветное зрение. Можно считать, что каждый вид колбочек даёт свой отклик на определённую длину волны видимого спектра.

## Математическое определение
Для света со спектром {\displaystyle {I}(\lambda )} математические значения можно вычислить следующим образом:
{\displaystyle L=\int I(\lambda )\,{\overline {L}}(\lambda )\,d\lambda }
{\displaystyle M=\int I(\lambda )\,{\overline {M}}(\lambda )\,d\lambda }
{\displaystyle S=\int I(\lambda )\,{\overline {S}}(\lambda )\,d\lambda }
Тут {\displaystyle {\overline {L}}(\lambda )}, {\displaystyle {\overline {M}}(\lambda )}, {\displaystyle {\overline {S}}(\lambda )} — функции спектрального отклика, которые задаются в зависимости от длины волны. Так как человеческое зрение обладает свойством адаптивности цветового восприятия, то их значения обычно приводятся в нормализованном к максимальному значению, или по значению общей площади под кривой.
Видно, что свет с различными спектральными составами может иметь один и тот же цветовой стимул и, таким образом, восприниматься человеком одинаково. Это явление называется метамерией.
Следует помнить, что конкретные виды функций {\displaystyle {\overline {L}}(\lambda )}, {\displaystyle {\overline {M}}(\lambda )}, {\displaystyle {\overline {S}}(\lambda )} могут различаться в исследованиях разных авторов и разных лет. Они зависят, например, от угла поля зрения, кроме того усредняются по некой выборке из испытуемых людей, а значит, зависят от выбора этой группы.
Важным свойством (для всех физически реализуемых цветов) является неотрицательность как функций отклика, так и результирующих цветовых координат для всех цветов.